# موتور ایزدآباد
موتور ایزدآباد یک منطقهٔ مسکونی در ایران است که در دهستان شریف‌آباد (سیرجان) واقع شده‌است.